# Замок Чарлвілл
Замок Чарлвілл (англ. Charleville Castle) — один із замків Ірландії, розташований в графстві Оффалі, біля міста Тулламор, біля річки Клодіах. Вважається одним із найкрасивіших замків Ірландії.

## Історія замку Чарлвілл
Нинішній замок Чарлвілл був побудований на місці старого. Побудував його Томас Мур 1641 року. Замок успадкував Чарльз Мур — лорд Тулламор, онук Томаса. Коли він помер 1674 року, замок успадкувала його сестра Джейн. Нащадком її був Чарльз Вільям Бері, що став у 1806 році графом Чарлвілл під час другого створення цього титулу. Новий граф вирішив перебудувати замок. Проєкт перебудови був розроблений Френсісом Джонстоном і здійснений у 1800—1812 роках.
Замок не завжди був заселений — часто у власників не було коштів для його утримання. Кожне нове вселення господарів було причиною перебудов і добудов. У перебудовах замку брав участь Вільям Морріс. Його неодноразово відвідував лорд Байрон. Всередині була картина датована 1789 роком під назвою «Генріх VIII, Акт V, Сцена IV», але потім вона була продана і нині знаходиться в колекції в Канаді.
Замок лишився незаселеним в 1912 році, коли полковник Говард Бері переїхав до Бельведер-Хаусу, що в графстві Західний Міт. У 1968 році з замку був знятий дах. Роботи по реставрації, які розпочав Майкл Мак Муллен почалися 1971 року. Продовжили роботи Констанція Хеві Сікіт та Бонні Венс. Для збору коштів на реставрацію був створений благодійний фонд.
Нині замок є під управлінням Дадлі Стюарта, а роботи здійснюються волонтерами. У замку проводились мистецькі акції та фестивалі, вистави англійського камерного театру, фестиваль Мора, фестиваль «Кастелпалуза». Також працює експедиція «Музей Дослідників» імені Чарльза Говарда-Бері.

## Привиди замку Чарлвілл
У замку неодноразово бачили привид маленької дівчинки Гаррієт, що загинула там, впавши зі сходів. Замок відвідували численні дослідники паранормальних явищ. Є легенда, що якщо з дуба біля замку впаде гілка, то хтось в родині Бері помре.

## Замок Чарлвілл в мистецтві
Замок використовували для знімання  багатьох художніх фільмів, зокрема «Повернення Джейн» (2007), «Нортегерське абатство» (2007), «Рейгн» (2013). Дуб біля замку був номінований на звання «Дерево року» у 2013 році.